# 빗변

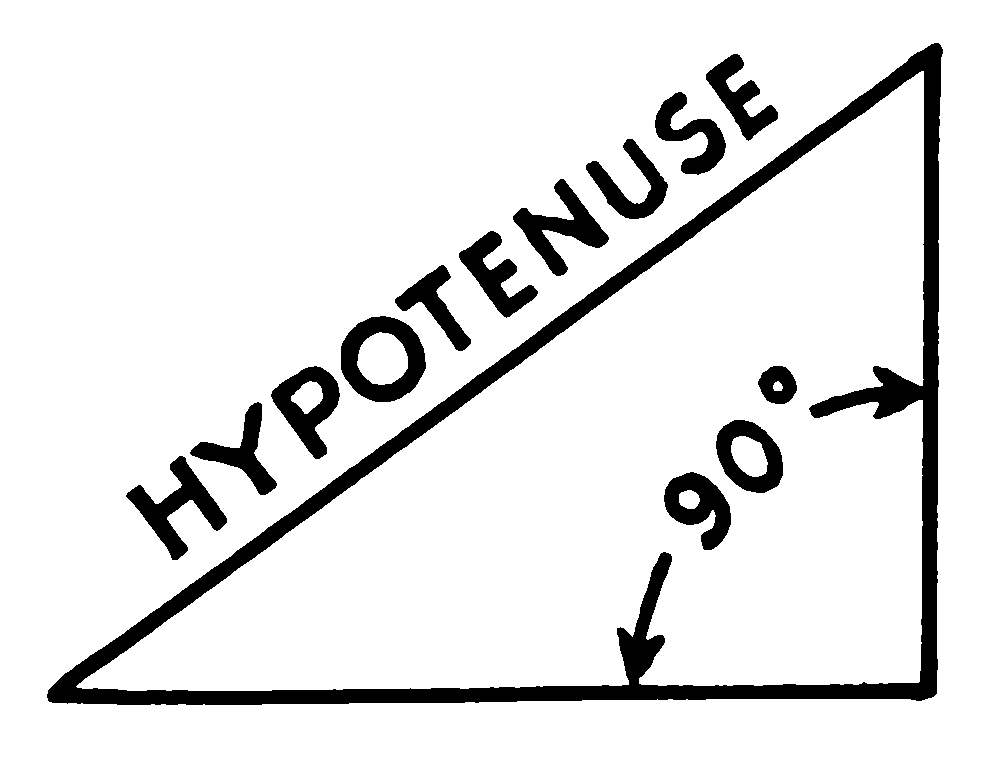
직각삼각형과 빗변

빗변(-邊, hypotenuse, "아래쪽"을 뜻하는 "히포"("hypo-")와 "늘리다"를 뜻하는 "테이네인"("teinein") 혹은 "변"을 뜻하는 "테누세"("tenuse")의 합성어인 고대 그리스어 단어인 "히포테이누사"("ὑποτείνουσα", "hypoteinousa")에서 유래)은 직각삼각형에서 가장 긴 변으로, 직각 반대쪽에 있는 변이다. 직각삼각형의 빗변의 길이는 피타고라스의 정리로 알 수 있는데, 이는 정사각형의 빗변의 길이가 정사각형의 다른 두 변의 길이의 합과 같다는 정리를 통해 알 수 있다.
예를 들어 빗변 이외의 변의 길이가 각각 3m (정사각형의 9m²), 4m (정사각형의 16m²)이고, 두 변에 접하는 두 개의 정사각형 면적의 합이 25m²이면 빗변의 길이는 5m가 된다.

## 빗변의 계산

직각삼각형과 빗변 (h), 측변 (c_{1}과 c_{2})

빗변의 길이 계산은 일반적으로 피타고라스의 정리에서 파생된 제곱근 함수를 이용한다. 예를 들어 x = c1, y = c2 일 때, 이를 수학 공식으로 표현하면 다음과 같다.
{\displaystyle h={\sqrt {x^{2}+y^{2}}}}
일부 과학 계산기는 데카르트 좌표계에서 극좌표계로 변환하는 기능을 제공하는데, 양쪽 빗변의 길이와 각도가 x, y와 동시에 주어지면 밑변(c1 앞)이 만들어진다.

## 같이 보기
- 삼각형
- 맨해튼 거리
- 삼각법